# Handroanthus heptaphyllus
Espèce
Synonymes
- Bignonia heptaphylla Vell.
- Handroanthus avellanedae var. paullensis (Toledo) Mattos
- Handroanthus eximius (Miq.) Mattos
- Handroanthus impetiginosus var. lepidotus (Bureau) Mattos
- Tabebuia avellanedae var. paulensis Toledo
- Tabebuia eximia (Miq.) Sandwith
- Tabebuia heptaphylla (Vell.) Toledo
- Tabebuia impetiginosa var. lepidota (Bureau) Toledo
- Tabebuia ipe (Mart. ex K.Schum.) Standl.
- Tecoma curialis Saldanha
- Tecoma eximia Miq.
- Tecoma impetiginosa var. lepidota Bureau
- Tecoma ipe Mart. ex K.Schum.

Classification phylogénétique
Handroanthus heptaphyllus est une espèce de plantes à fleurs de la famille des Bignoniaceae. C'est un arbre ayant un bois de faible densité qui dispose d'un aubier visible et d'un duramen violet. On le trouve en Amérique du Sud et en Amérique centrale plus particulièrement dans le sud de la Bolivie et du Brésil, le nord de l'Argentine et l'est du Paraguay et de l'Uruguay.
Depuis 2012, il est l'arbre national du Paraguay où il est connu par son nom générique en guaraní, tajy.

## Description
C'est un grand arbre pouvant atteindre 40 m. La période de floraison a lieu au début du mois de septembre et les premières feuilles apparaissent environ 30 jours plus tard.
Il est considéré comme un arbre d'ornement et se trouve souvent dans les espaces verts publics, les parcs et les places.